# تو اجازه دادی تنها راه بروم
«تو اجازه دادی تنها راه بروم» تک‌آهنگی از هنرمند اهل آلمان میشائیل شولته است که در سال ۲۰۱۸ میلادی منتشر شد. این تک‌آهنگ در آلبوم رویاپرداز قرار داشت و نماینده آلمان در یوروویژن ۲۰۱۸ گردید.